# Finale de la Ligue des champions de l'UEFA 2020-2021
La finale de la Ligue des champions 2020-2021 est la 66e finale de la Ligue des champions de l'UEFA. Cette rencontre a lieu le 29 mai 2021  au  stade du Dragon de Porto. La finale devait d'abord se dérouler au stade olympique Atatürk d'Istanbul, qui devait d'ailleurs accueillir la finale de la Ligue des champions de l'UEFA 2019-2020 avant un report à l'année suivante en raison de la situation sanitaire liée à la pandémie de Covid-19 en Europe, mais l'évolution de la situation sanitaire contraint l'UEFA à délocaliser de nouveau la finale.
Cette finale oppose deux clubs anglais, le Manchester City Football Club et le Chelsea Football Club ; il s'agit de la troisième finale 100 % anglaise après les finales de 2008 et de 2019.
Le vainqueur de la rencontre est qualifié d'office pour la Supercoupe de l'UEFA 2021 et la Coupe du monde des clubs de la FIFA 2021.

## Équipes
Dans le tableau suivant, les finales jusqu'en 1992 sont de l'ère de la Coupe des clubs champions européens et depuis 1993 de l'ère de la Ligue des champions de l'UEFA.
| Équipe          | Précédentes apparitions en finale (en gras celles remportés) |
| --------------- | ------------------------------------------------------------ |
| Manchester City | Aucune                                                       |
| Chelsea FC      | 2 (2008, 2012)                                               |

## Sélection de l'organisateur

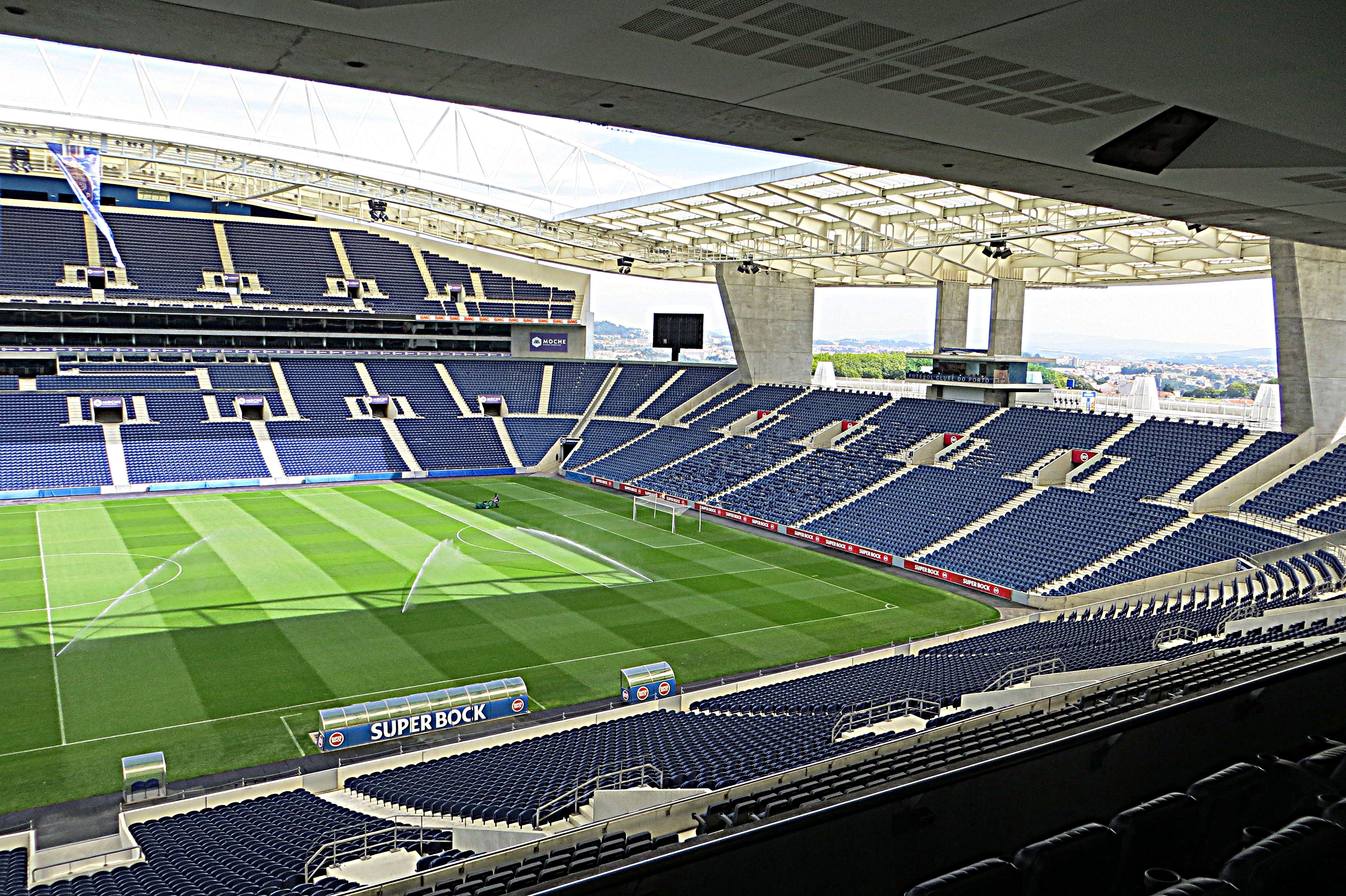
stade estadio de drago

Un système de candidatures est mis en place le 27 septembre 2017 afin de désigner les organisateurs des finales de Ligue des champions, Ligue Europa, Ligue des champions féminines ainsi que la Supercoupe de l'UEFA. Les associations ont alors jusqu'au 31 octobre 2017 pour exprimer leur intérêt et jusqu'au 1er mars 2018 pour déposer leur candidature définitive. Les associations organisant des matches lors de l'Euro 2020 n'étant pas autorisées à déposer leur candidature.
Deux associations expriment ainsi leur intérêt : le Portugal avec le stade de Luz de Lisbonne et la Turquie avec le stade olympique Atatürk d'Istanbul. La candidature turque est finalement retenue lors d'une réunion exécutive de l'UEFA à Kiev le 24 mai 2018. Ce sera la deuxième fois que ce stade accueillera la finale de la Ligue des champions après le Miracle d'Istanbul qui a vu s'opposer le club anglais du Liverpool FC face aux italiens du Milan AC en 2005. Istanbul devait être la ville hôte de la finale de la Ligue des champions de l'UEFA 2019-2020, mais l'Union des associations européennes de football décide d'organiser cette finale dans le Estádio da Luz, à Lisbonne ; cette décision est liée directement à la pandémie de Covid-19. Istanbul organise alors la finale 2021.
La Turquie ayant été placée sous liste rouge par le Royaume-Uni en raison de l'évolution de la situation sanitaire, et la finale opposant deux clubs anglais, il est décidé le 13 mai 2021 de délocaliser la finale au stade du Dragon de Porto.

## Parcours des finalistes
Note : dans les résultats ci-dessous, le score du finaliste est toujours donné en premier (D : domicile ; E : extérieur).
| Rang | Équipe                 | Pts | J | G | N | P | Bp | Bc | Diff |
| ---- | ---------------------- | --- | - | - | - | - | -- | -- | ---- |
| 1    | Manchester City        | 16  | 6 | 5 | 1 | 0 | 13 | 1  | +12  |
| 2    | FC Porto               | 13  | 6 | 4 | 1 | 1 | 10 | 3  | +7   |
| 3    | Olympiakos             | 3   | 6 | 1 | 0 | 5 | 2  | 10 | -8   |
| 4    | Olympique de Marseille | 3   | 6 | 1 | 0 | 5 | 2  | 13 | -11  |

| Rang | Équipe           | Pts | J | G | N | P | Bp | Bc | Diff |
| ---- | ---------------- | --- | - | - | - | - | -- | -- | ---- |
| 1    | Chelsea FC       | 14  | 6 | 4 | 2 | 0 | 14 | 2  | +12  |
| 2    | Séville FC       | 13  | 6 | 4 | 1 | 1 | 9  | 8  | +1   |
| 3    | FK Krasnodar     | 5   | 6 | 1 | 2 | 3 | 6  | 11 | -5   |
| 4    | Stade rennais FC | 1   | 6 | 0 | 1 | 5 | 3  | 11 | -8   |

## Match
Les Citizens dominent l'entame du match mais ne parviennent pas à tromper Édouard Mendy et sa défense. Les Blues bien adeptes de leur jeu à trois défenseurs et deux pistons trouvent la solution part un appel de Kai Havertz qui profite d'une sortie d'Ederson Moraes pour ouvrir le score. En 2e mi-temps, les hommes de Thomas Tuchel préservent leur avantage au score jusqu'au coup de sifflet final face à des Sky Blues de Pep Guardiola en manque de réussite. Le milieu défensif de Chelsea, N'Golo Kanté, est élu homme du match. 
| Manchester City · |                     |     |
| Titulaires :      |                     |     |
|                   |                     |     |
| 31                | Ederson             |     |
| 11                | Oleksandr Zinchenko |     |
| 03                | Rúben Dias          |     |
| 05                | John Stones         |     |
| 02                | Kyle Walker         |     |
| 47                | Phil Foden          |     |
| 08                | İlkay Gündoğan      |     |
| 20                | Bernardo Silva      | 64e |
| 17                | Kevin De Bruyne     | 60e |
| 07                | Raheem Sterling     | 77e |
| 26                | Riyad Mahrez        |     |
|                   |                     |     |
| Remplaçants :     |                     |     |
| 13                | Zack Steffen        |     |
| 33                | Scott Carson        |     |
| 06                | Nathan Aké          |     |
| 14                | Aymeric Laporte     |     |
| 22                | Benjamin Mendy      |     |
| 27                | João Cancelo        |     |
| 50                | Eric García         |     |
| 16                | Rodri               |     |
| 25                | Fernandinho         | 64e |
| 09                | Gabriel Jesus       | 60e |
| 10                | Sergio Agüero       | 77e |
| 21                | Ferran Torres       |     |
|                   |                     |     |
| Entraîneur :      |                     |     |
| Pep Guardiola     |                     |     |

| Chelsea FC ·  |                     |     |
| Titulaires :  |                     |     |
|               |                     |     |
| 16            | Édouard Mendy       |     |
| 21            | Ben Chilwell        |     |
| 02            | Antonio Rüdiger     |     |
| 06            | Thiago Silva        | 39e |
| 28            | César Azpilicueta   |     |
| 24            | Reece James         |     |
| 07            | N'Golo Kanté        |     |
| 05            | Jorginho            |     |
| 19            | Mason Mount         | 80e |
| 29            | Kai Havertz         |     |
| 11            | Timo Werner         | 66e |
|               |                     |     |
| Remplaçants : |                     |     |
| 01            | Kepa Arrizabalaga   |     |
| 13            | Willy Caballero     |     |
| 03            | Marcos Alonso       |     |
| 04            | Andreas Christensen | 39e |
| 15            | Kurt Zouma          |     |
| 33            | Emerson             |     |
| 10            | Christian Pulisic   | 66e |
| 17            | Mateo Kovačić       | 80e |
| 20            | Callum Hudson-Odoi  |     |
| 22            | Hakim Ziyech        |     |
| 23            | Billy Gilmour       |     |
| 18            | Olivier Giroud      |     |
|               |                     |     |
| Entraîneur :  |                     |     |
| Thomas Tuchel |                     |     |

| Manchester City · |                     |     |
| Titulaires :      |                     |     |
|                   |                     |     |
| 31                | Ederson             |     |
| 11                | Oleksandr Zinchenko |     |
| 03                | Rúben Dias          |     |
| 05                | John Stones         |     |
| 02                | Kyle Walker         |     |
| 47                | Phil Foden          |     |
| 08                | İlkay Gündoğan      |     |
| 20                | Bernardo Silva      | 64e |
| 17                | Kevin De Bruyne     | 60e |
| 07                | Raheem Sterling     | 77e |
| 26                | Riyad Mahrez        |     |
|                   |                     |     |
| Remplaçants :     |                     |     |
| 13                | Zack Steffen        |     |
| 33                | Scott Carson        |     |
| 06                | Nathan Aké          |     |
| 14                | Aymeric Laporte     |     |
| 22                | Benjamin Mendy      |     |
| 27                | João Cancelo        |     |
| 50                | Eric García         |     |
| 16                | Rodri               |     |
| 25                | Fernandinho         | 64e |
| 09                | Gabriel Jesus       | 60e |
| 10                | Sergio Agüero       | 77e |
| 21                | Ferran Torres       |     |
|                   |                     |     |
| Entraîneur :      |                     |     |
| Pep Guardiola     |                     |     |

| Chelsea FC ·  |                     |     |
| Titulaires :  |                     |     |
|               |                     |     |
| 16            | Édouard Mendy       |     |
| 21            | Ben Chilwell        |     |
| 02            | Antonio Rüdiger     |     |
| 06            | Thiago Silva        | 39e |
| 28            | César Azpilicueta   |     |
| 24            | Reece James         |     |
| 07            | N'Golo Kanté        |     |
| 05            | Jorginho            |     |
| 19            | Mason Mount         | 80e |
| 29            | Kai Havertz         |     |
| 11            | Timo Werner         | 66e |
|               |                     |     |
| Remplaçants : |                     |     |
| 01            | Kepa Arrizabalaga   |     |
| 13            | Willy Caballero     |     |
| 03            | Marcos Alonso       |     |
| 04            | Andreas Christensen | 39e |
| 15            | Kurt Zouma          |     |
| 33            | Emerson             |     |
| 10            | Christian Pulisic   | 66e |
| 17            | Mateo Kovačić       | 80e |
| 20            | Callum Hudson-Odoi  |     |
| 22            | Hakim Ziyech        |     |
| 23            | Billy Gilmour       |     |
| 18            | Olivier Giroud      |     |
|               |                     |     |
| Entraîneur :  |                     |     |
| Thomas Tuchel |                     |     |